# Mionectes olivaceus
A Mionectes olivaceus a madarak (Aves) osztályának verébalakúak (Passeriformes) rendjébe és a királygébicsfélék (Tyrannidae) családjába tartozó faj.

## Rendszerezése
A fajt George Newbold Lawrence amerikai üzletember és amatőr ornitológus írta le 1868-ban.

## Alfajai
- Mionectes olivaceus fasciaticollis Chapman, 1923
- Mionectes olivaceus galbinus Bangs, 1902 vagy Mionectes galbinus
- Mionectes olivaceus hederaceus Bangs, 1910
- Mionectes olivaceus meridae Zimmer, 1941
- Mionectes olivaceus olivaceus Lawrence, 1868
- Mionectes olivaceus pallidus Chapman, 1914
- Mionectes olivaceus venezuelensis Ridgway, 1906[2] vagy Mionectes venezuelensis

## Előfordulása
Costa Rica és Panama területén honos. Alfajai leválasztása nélkül elterjedése jóval nagyobb. Természetes élőhelyei a szubtrópusi és trópusi síkvidéki és hegyi esőerdők, valamint ültetvények és másodlagos erdők. Magaslati vonuló.

## Megjelenése
Testhossza 13 centiméter.

## Természetvédelmi helyzete
Az elterjedési területe nagyon nagy, egyedszáma ugyan csökken, de még nem éri el a kritikus szintet. A Természetvédelmi Világszövetség Vörös listáján nem fenyegetett fajként szerepel.